# You & Me (The Cranberries)
 You & Me (anche reso graficamente come You and Me) è l'ultimo singolo estratto dall'album Bury the Hatchet dei Cranberries, pubblicato il 10 marzo 2000 con la Island Records.

## Registrazione
Il singolo contiene il brano I Can't Be With You, registrato dal vivo il 9 dicembre 1999 durante un concerto tenuto dal gruppo nel palazzo dello Sport di Parigi-Bercy, nella capitale francese.

## Video musicale
Il videoclip inizia con varie immagini di una città, strade ed edifici, mentre la band appare suonare la canzone durante il concerto registrato a Parigi per il DVD Beneath the Skin - Live in Paris; tuttavia, il live del brano è stato sostituito dalla versione in studio, anche se si possono apprezzare gli applausi del pubblico. Il video si conclude con Dolores O'Riordan e i membri della band che salutano la platea.

## Tracce
CD Single (Europa)
1. You And Me – 3:35 (Dolores O'Riordan)
2. Dreams – 4:32 (testo: Dolores O'Riordan – musica: Dolores O'Riordan e Noel Hogan)
3. Woman Without Pride – 2:26 (Dolores O'Riordan)
4. I Can't Be with You (live) – 3:21 (Dolores O'Riordan)

CD Single - edizione limitata MTV (Germania)
1. You And Me (album version) – 3:35 (Dolores O'Riordan)
2. Dreams – 4:32 (testo: Dolores O'Riordan – musica: Dolores O'Riordan e Noel Hogan)
3. Zombie (Enhanced Video Track)
4. Linger (Enhanced Video Track)

UK Promo Single
1. You and Me – 3:34